# Baran Kosari
Baran Kosari (Perzisch: باران کوثری; Teheran, 17 oktober 1985) is een Iraans actrice. Ze acteerde in tientallen films en verder ook in enkele televisieseries en theaterproducties.

## Levensloop
Kosari is een dochter van twee bekende Iraanse filmmakers: Rakhshan Bani-Etemad en Jahangir Kosari. Ze studeerde af aan de Soore-universiteit, een academische instelling in Teheran die gespecialiseerd is in filmmaken. Sinds 2007 is ze gehuwd.
Haar debuut maakte ze als jong kind in Behtarin baba-ye donya (internationale titel: The Best Papa of the World) uit 1991. Deze film stond onder regie van haar moeder. Ook later speelde ze rollen in films van haar ouders, waaronder hetzelfde jaar nog in Nargess en verder bijvoorbeeld in Rusari-ye Abi (1994), Banoo-ye Ordibehesht (1997), Zir-e Pust-e Shahr (2000) en Khunbazi (2006). Voor haar optreden in Khunbazi werd ze genomineerd voor een Asia Pacific Screen Award voor de beste vrouwelijke rol. In binnenland viel ze meermaals in de prijzen als beste actrice.
Kosari heeft daarnaast ook in enkele televisieseries gespeeld en enkele theaterproducties, waaronder in Over the Mirror (1997) onder regie van Azita Hajian.

## Filmografie

### Film
| Jaar | Perzische titel                           | Engelse titel                              | rol       |
| ---- | ----------------------------------------- | ------------------------------------------ | --------- |
| 1991 | Behtarin Baba-ye Donia                    | The Best Papa of the World                 | Sara      |
| 1991 | Nargess                                   | Narges                                     |           |
| 1994 | Rusari-ye Abi                             | The Blue-Veiled                            | Senoubar  |
| 1997 | Banu-ye Ordibehesht                       | May Lady                                   | Senoubar  |
| 1999 | Dastanha-ye Jazire (episode Baran-o-Bumi) | Stories of Island (episode Baran and Bumi) | Baran     |
| 2000 | Zir-e Pust-e Shahr                        | Under the Skin of the City                 | Mahboobe  |
| 2000 | Zir-e Pust-e Baran (documentaire)         | Under the Skin of the Rain (documentaire)  | Baran     |
| 2001 | Ruzgar-e ma (documentaire)                | Our Time (documentaire)                    |           |
| 2002 | Raghs dar Qobar                           | Dancing in the Dust                        | Reyhane   |
| 2003 | Barg-e Barande                            | Winning Card                               | Barekat   |
| 2004 | Khabgah-e Dokhtaran                       | Girls' Dormitory                           | Roya      |
| 2004 | Gilane                                    |                                            | Maygol    |
| 2005 | Taqato                                    | Crossroad                                  | Mahsa     |
| 2005 | Hashiye-ye Markazi (documentaire)         | Central Margin (documentaire)              |           |
| 2005 | Khengabad                                 |                                            |           |
| 2006 | Nasl-e Jadui                              | Magical Generation                         | Avishan   |
| 2006 | Khunbazi                                  | Mainline                                   | Sara      |
| 2006 | Ruz-e Sevvom                              | The Third Day                              | Samire    |
| 2007 | Tofighe Ejbari                            | Compulsive Success                         | Simin     |
| 2007 | Ablah (korte film)                        | The Silly (korte film)                     |           |
| 2007 | Shirin (documentaire)                     | Sweet (documentaire)                       |           |
| 2007 | Dayere-ye Zangi                           | Tambourine                                 | Shirin    |
| 2007 | Katuni-ye Sefid                           | White Sneaker                              | Zivar     |
| 2008 | Aseman-e Siyah-e Shab (documentaire)      | The Black Sky of the Night (documentaire)  | Carol     |
| 2008 | Avantaj (korte film)                      |                                            |           |
| 2008 | Postchi se Bar Dar nemizanad              | The Postman doesn't knock three times      | Sara      |
| 2008 | Heiran                                    |                                            | Mahi      |
| 2008 | Mizak                                     |                                            | Titi      |
| 2009 | 50 Kilu Albalu                            | 50 kg of Cherry                            |           |
| 2009 | Hich                                      | Nothing                                    | Yekta     |
| 2009 | Lotfan mozahem nashavid                   | Please Do Not Disturb                      | Roushanak |
| 2009 | Pazel (Ghesse-ye Paria)                   | Puzzle (Paria's Story)                     | Paria     |
| 2009 | Bar-e digar Madar                         | Again Time Mother                          |           |
| 2009 | Bachenane                                 | Chidlish                                   |           |

### Televisieseries
| Jaar | Perzische titel      | Engelse titel    | rol         |
| ---- | -------------------- | ---------------- | ----------- |
| 1998 | Bogzar Aftab Barayad | Let the Sun Rise |             |
| 2006 | Sahebdelan           | Saints           | Dina        |
| 2009 | Kolah Ghermezi 88    | Red Hat 09       | tante Baran |

### Toneel
| Jaar | Perzische titel   | Engelse titel                | rol   |
| ---- | ----------------- | ---------------------------- | ----- |
| 1997 | An Su-ye Ayene    | The other Side of the Mirror |       |
| 2005 | Dar Miyan-e Abrha | Amid the Clouds              |       |
| 2007 | Quartet           | Quartet: A Journey North     | Negar |
| 2009 | Sag-sokut         | Dog-Silence                  | kind  |
| 2010 | Shahrzad          |                              |       |
| 2010 | Parvaneha         | Butterflies                  |       |
| 2010 | Menha-ye do       | Minus Two                    |       |

- Biblioteca Nacional de España: XX4609067
- Bibliothèque nationale de France: cb16566656t (data)
- International Standard Name Identifier: 0000 0001 1633 8098
- Library of Congress Control Number: n2009003822
- Nationale Bibliotheek van Israël: 987007447064505171
- Système universitaire de documentation: 179249746
- Virtual International Authority File: 46248866
- WorldCat: E39PBJmphkQ8bBbQ4hMdWx4Xh3